# 이나바 슈토
이나바 슈토(일본어: 稲葉 修土, 1993년 6월 29일~)는 일본의 축구 선수이다.

## 구단 경력
그는 2016년 알비렉스 니가타 싱가포르에 입단했고, 2년동안 팀에서 뛰었다. 2018년 J3리그의 카탈레 도야마로 이적했다. 2020년까지 54경기에 출전. 2021년 J2리그의 블라우블리츠 아키타로 이적했다. 2022년까지 73경기에 출전. 2023년 FC 마치다 젤비아로 이적했다. 2023년 J2리그 우승으로 J1리그로 승격했다. 2024년 7월 J2리그의 가고시마 유나이티드 FC로 이적했다.